# Varanus varius
El varano arborícola (Varanus varius) es una especie de la familia Varanidae autóctona de Australia, donde recibe el nombre de goanna, como otras especies de varanos australianos.
Los varanos arborícolas son los segundos de mayor tamaño de Australia, tras el Varanus giganteus. Pueden medir hasta 2,1 m, de los que 76,5 cm corresponderían a cabeza y cuerpo. La cola es larga y mide alrededor de vez y media el tamaño del resto del animal. El peso máximo registrado ronda los 20 kg, aunque muchos adultos solo alcanzan un tamaño bastante menor.
Estos varanos se desenvuelven tanto en el medio terrestre como en el arbóreo y se encuentran en el este de Australia, desde la Península del Cabo York hasta el estado de Australia Meridional. Frecuentan las masas boscosas, tanto abiertas como espesas y forrajean a lo largo de grandes distancias (hasta 3 km en un día).
Están activos desde septiembre hasta mayo, pero permanecen en letargo durante la época más fría, ocultos en oquedades de los árboles, o bajo árboles caídos o roquedos.
Las hembras ponen entre cuatro y catorce huevos, en primavera o verano, en termiteros. Atacan con frecuencia los grandes nidos de materia en descomposición del pavo de matorral con objeto de robar sus huevos, por lo que es habitual que presenten heridas en la cola infligidas por los pavos macho que defienden la nidada.
La dieta del varano arborícola consiste en insectos, reptiles, pequeños mamíferos, aves y huevos. También son carroñeros y acuden a veces a áreas habitadas o granjas avícolas para robar alimento.

## Patrones
Los varanos arborícolas se encuentran en dos formas. La forma principal es de color entre gris oscuro y negro azulado, con numerosas manchas dispersas de color crema. El hocico está marcado con destacadas bandas negras y amarillas que se extienden debajo de la barbilla y el cuello. La cola tiene bandas negras y crema que son estrechas al principio y se ensanchan hacia el final de la cola.
El otro tipo, conocido como «acampanado», se encuentra en las partes más secas de Nueva Gales del Sur y Queensland. Tiene bandas anchas, negras y amarillas, en todo el cuerpo y la cola. De cerca, estas bandas se componen de varios patrones moteados. 

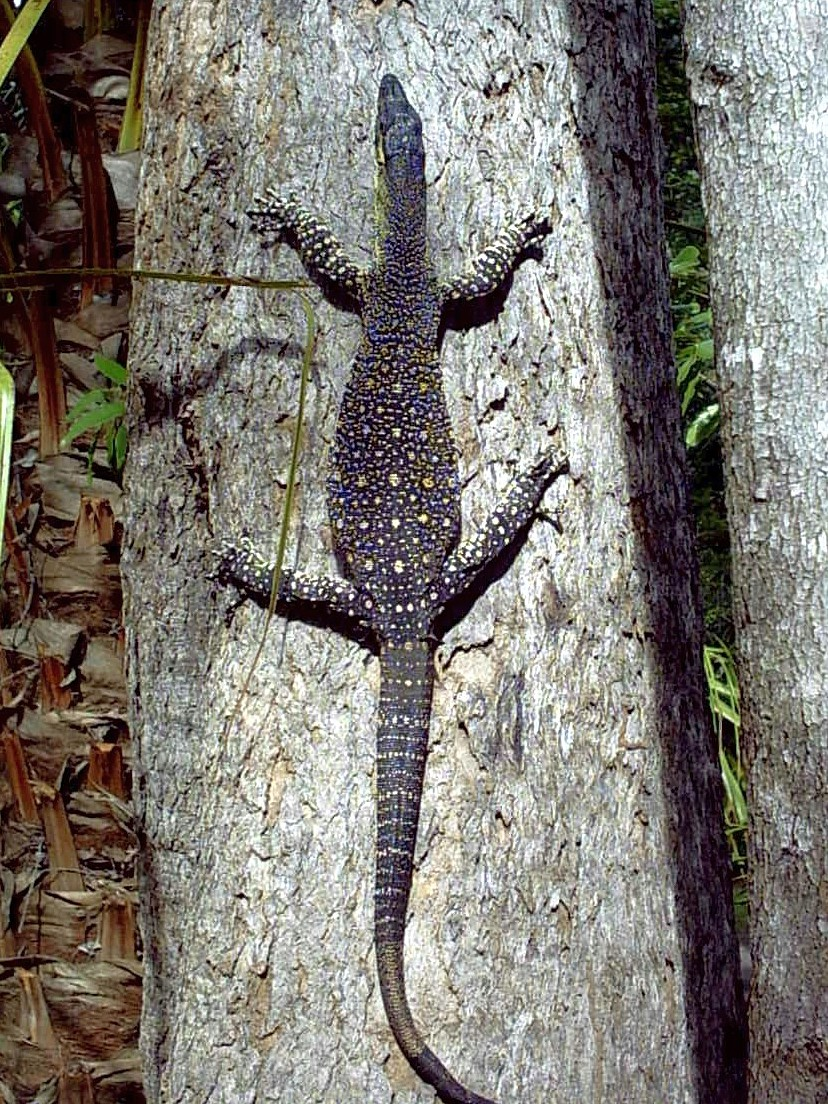
Variedad común.
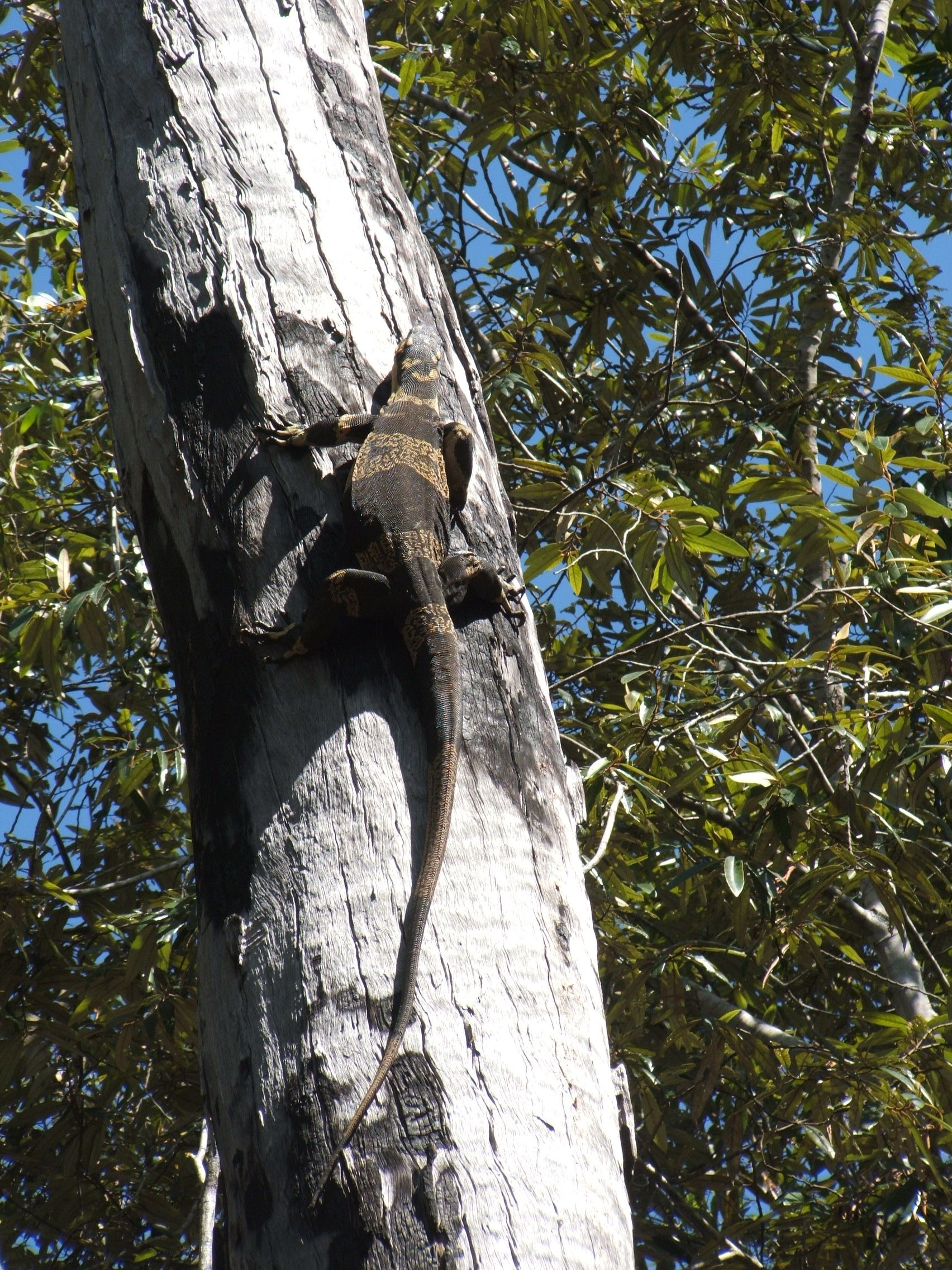
Variedad «acampanada», en Queensland.